# Hiroaki Kunitake
Hiroaki Kunitake, född 10 februari 2002, är en japansk snowboardåkare.
Kunitake tävlade för Japan vid olympiska vinterspelen 2018 i Pyeongchang, där han blev utslagen i försöksheatet i slopestyle.